# 사미 보쉬
사미 앙드레 보쉬(Sammy Andre Bossut, 1985년 8월 11일, 틸트 ~)는 벨기에의 프로 축구 선수로, 현재 벨기에 프로 리그의 쥘터 바레험에서 골키퍼로 활약하고 있다.
그는 1군 승격 후 뉴캐슬 유나이티드와의 세인트 제임스 파크 UEFA컵 2006-07 시즌 원정 2차전 경기에서 깜짝 1군 선수가 되었다.
2007-08 시즌 종료 후, 쥘터 바레험은 본래 주전 골키퍼였던 헤이르트 더 플리허르와 계약을 연장 하지 않기로 결정하였다. 보쉬는 시즌 마지막 경기에 선발로 출전하여 더 많은 1군 기회를 잡았다. 새 골키퍼를 영입하는 대신, 보쉬는 2008-09 시즌에 주전 자리를 획득했다.
쿤 카스테일스의 부상으로, 마르크 빌모츠 국가대표팀 감독은 보쉬를 2014년 FIFA 월드컵에 참가할 벨기에 국가대표팀의 써드 골키퍼로 발탁하였다. 보쉬는 2014년 5월 26일, 룩셈부르크전에서 국가대표팀 첫 경기를 치렀으나, 6월 4일, 빌모츠가 친선전에서 가능한 최다 교체 횟수인 6회를 초과한 7회의 교체를 하면서 FIFA에서 비공식 경기로 분류하게 되었다.